# Daryl Mitchell

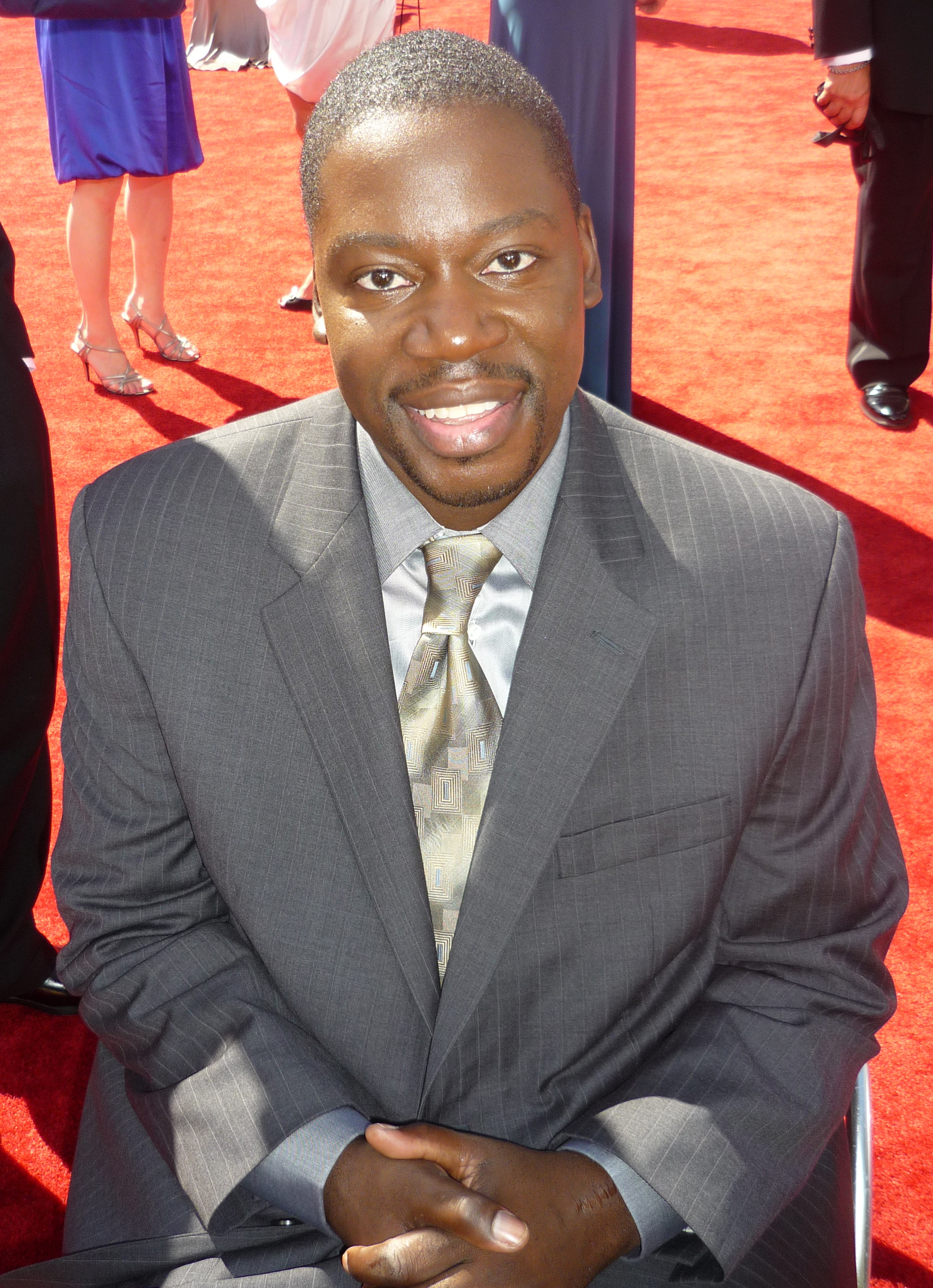
Daryl Mitchell

Daryl Mitchell, född 16 juli 1969 i New York, är en amerikansk skådespelare och rappare.

## Biografi
Mitchell föddes i Bronx, New York där han växte upp med sina föräldrar. Mamman arbetade som sekreterare och pappan som buss- och lastbilschaufför. Under 1980-talet hade Mitchell en karriär som rapparare i hip-hopgruppen Groove B. Chill, för att sedan bli skådespelare. Mitchell har spelat i ett antal filmer och TV-serier från 1985 och framåt. 
I november 2001 råkade Mitchell ut för en motorcykelolycka och blev lam från midjan och nedåt. Trots detta har han medverkat i ett par filmer efter olyckan. Mitchell är gift och har fyra barn.

## Filmografi
- 1996 – Sgt Bilko
- 1996 – Med sikte på kärleken
- 1998 – Home Fries
- 1999 – 10 orsaker att hata dig
- 1999 – Galaxy Quest
- 1999 – Prinsen och strykarhunden
- 2002 – 13 Moons
- 2002 – Nalles stora äventyr
- 2006 – Inside Man